# Pælerod
Ordet pælerod bruges om en plantes hovedrod, når den er dannet ved, at den lodrette kimrod er bevaret.
Ofte bliver kimroden erstattet af et system af kraftige siderødder, og derved dannes det, der kaldes trævlerod, som er karakteristisk for de enkimbladede planter, men som også kan findes blandt de tokimbladede.
Pælerod er en oprindelig tilpasning til tørre levesteder med dybtliggende grundvand, men der er masser af eksempler på arter med pælerod, som har fundet en niche i egne med rigeligt vand.

## Eksempler på planter med pælerod
- Træer
  - Avnbøg (Carpinus betulus)
  - Almindelig Pære (Pyrus communis)
  - Almindelig Robinie (Robinia pseudoacacia)
  - Stilk-Eg (Quercus robur)
  - Vinter-Eg (Quercus petraea)
- Buske
  - Almindelig Gyvel (Cytisus scoparius)
  - Sten-Dafne (Daphne cneorum)
  - Ægte Lavendel (Lavandula angustifolia)

- Stauder
  - Tysk Poppelrose (Lavatera thuringiaca)
  - Småblomstret Salvie (Salvia nemorosa)
  - Læge-Stenfrø (Lithospermum officinale)